# Moritz Bleibtreu

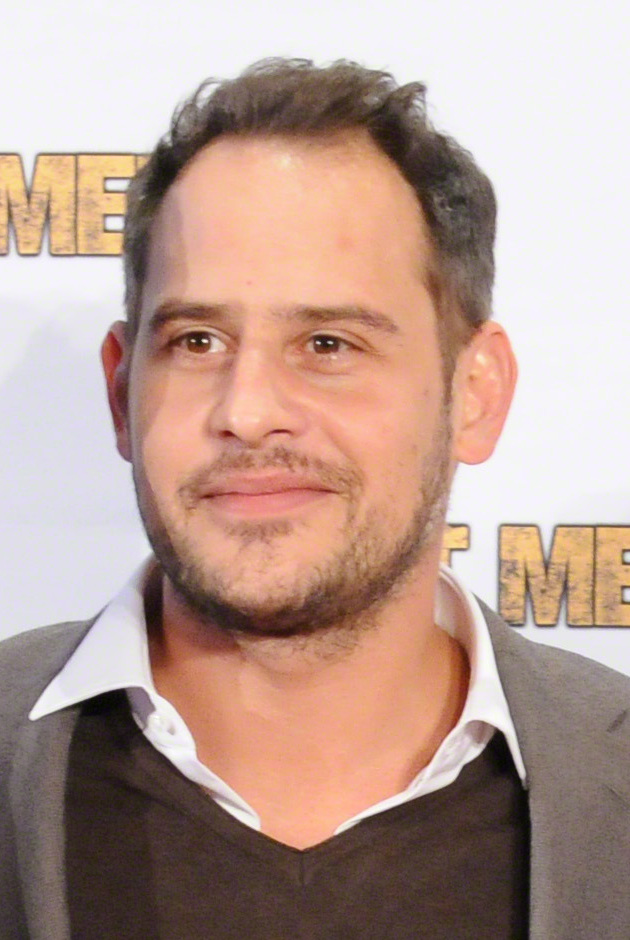
Moritz Bleibtreu, 2014

Moritz Johann Bleibtreu (* 13. August 1971 in München) ist ein deutscher Schauspieler, Synchronsprecher und Regisseur. Seinen Durchbruch hatte er 1997 als Gangster Abdul in dem Roadmovie Knockin’ on Heaven’s Door. Seitdem spielte er in über 90 Film- und Fernsehproduktionen, etwa in Kinofilmen wie Lola rennt, Das Experiment, Lammbock – Alles in Handarbeit, Elementarteilchen und Der Baader Meinhof Komplex.

## Leben

### Herkunft und frühe Jahre
Moritz Bleibtreu wurde 1971 als Sohn österreichischer Eltern in München geboren. Er wuchs im Hamburger Stadtteil St. Georg auf. Seine Mutter war die Schauspielerin Monica Bleibtreu (1944–2009), sein Vater der Schauspieler Hans Brenner (1938–1998). Bleibtreus Großvater war der Schriftsteller Renato Attilio Bleibtreu. Seine Urgroßmutter Maximiliane Bleibtreu, ihre Schwester Hedwig Bleibtreu sowie deren Eltern Amalie Bleibtreu und Sigmund Bleibtreu waren ebenfalls Schauspieler. Moritz Bleibtreu ist durch seinen Vater der Halbbruder der Schauspielerin Cilli Drexel. Die Bleibtreustraße in Berlin, auf die er im Zusammenhang mit seinem Nachnamen immer wieder angesprochen wird, ist nach dem Schlachtenmaler Georg Bleibtreu benannt, der ein entfernter Vorfahre ist.
Bereits als Kind stand er vor der Kamera, so vor allem in der von seiner Mutter und Rainer Boldt geschriebenen Kinderserie Neues aus Uhlenbusch mit Hans Peter Korff, der zu dieser Zeit mit Monica Bleibtreu verheiratet war. Es folgte eine weitere Rolle in Boldts Ich hatte einen Traum, wiederum mit Korff. Seine dritte Rolle hatte er 1986 an der Seite seiner Mutter im Fernseh-Dreiteiler Mit meinen heißen Tränen.
Bleibtreu besuchte die Jahnschule (heute Ida-Ehre-Schule) in Hamburg-Harvestehude, damals eine Gesamtschule. Diese Schule verließ er mit dem Realschulabschluss in der elften Klasse – wegen Nichterscheinens erhielt er keine Bewertung mehr. Er ging anschließend nach Paris, wo er eineinhalb Jahre als Au-Pair arbeitete und Französisch lernte. Nach einem weiteren Jahr in Italien ging er nach New York, wo er an kleineren Schauspielschulen Unterricht nahm. Ein Vorsprechen am Actors Studio blieb erfolglos, er fand dort jedoch eine Beschäftigung als Faktotum, wodurch er die Schauspieler bei den Proben beobachten konnte.

### Schauspielkarriere

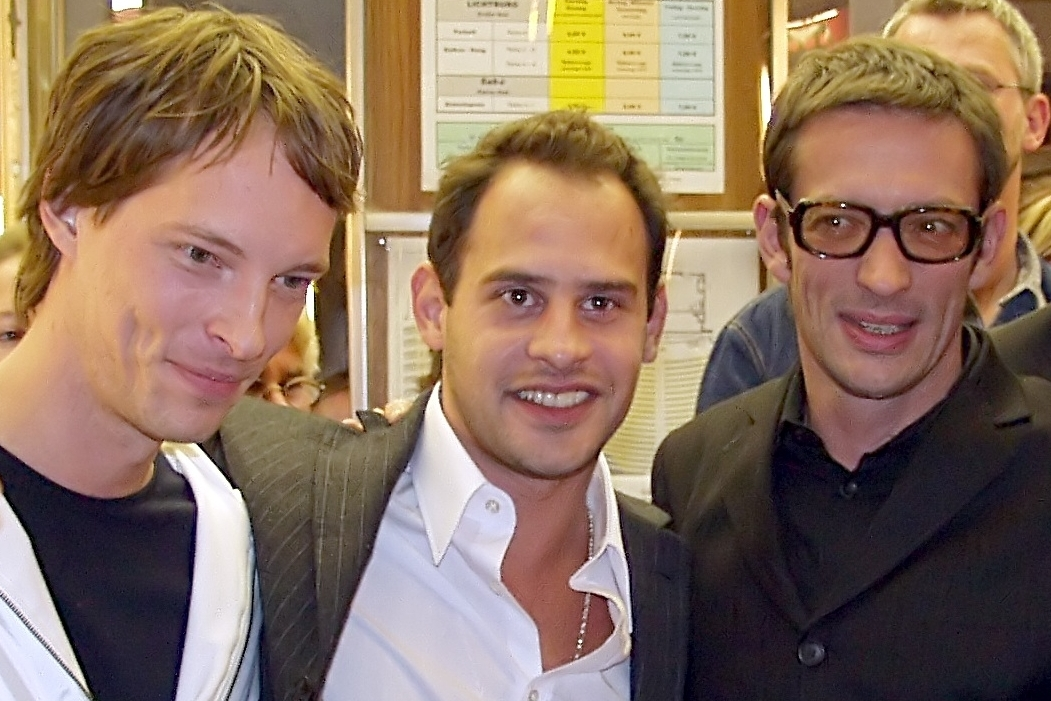
Bleibtreu (Mitte) mit Martin Weiß und Oskar Roehler bei der Premiere von Agnes und seine Brüder, 2004

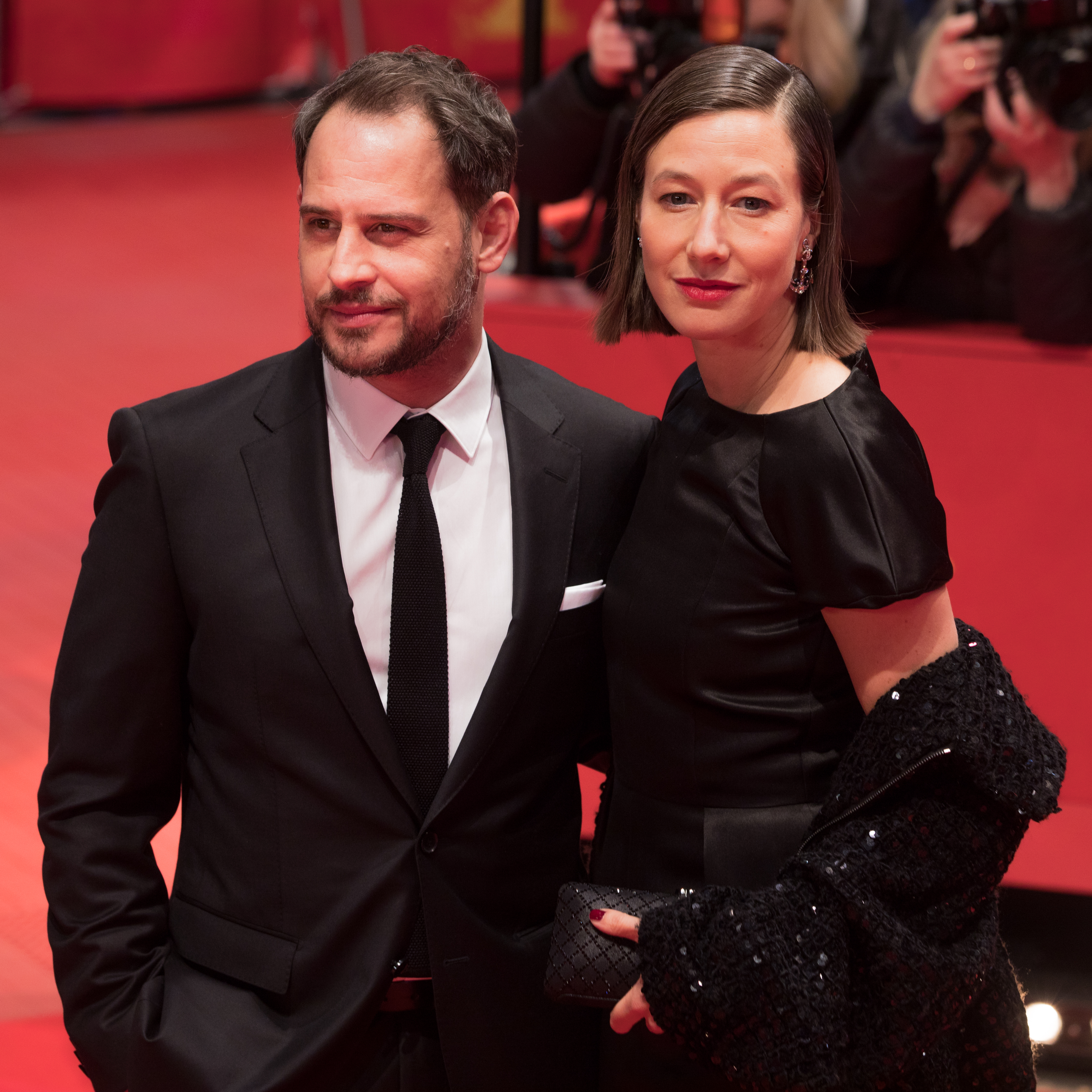
Moritz Bleibtreu und Johanna Wokalek auf der Berlinale 2018

Nach vierjährigem Auslandsaufenthalt setzte Bleibtreu seine Karriere mit 21 Jahren am Thalia Theater und am Schauspielhaus in Hamburg fort. Es folgten Rollen in kleineren Fernsehproduktionen. 1993 spielte er in Schulz & Schulz eine Nebenrolle, die schon seine große Wandelbarkeit zeigte.
In den 1990er-Jahren spielte er einige große Fernsehrollen. 1994 spielte er in Rainer Kaufmanns ZDF-Fernsehkrimi Unschuldsengel an der Seite von Christian Näthe und Jürgen Vogel den schwulen Kneipenwirt Thorsten aus der Hamburger Stricherszene, der einem 16-jährigen Jungen hilft, die Unschuld seines Vaters zu beweisen, der einen jungen Mann aus dem Hamburger Rotlichtviertel getötet haben soll. Kaufmann besetzte ihn auch auf der Kinoleinwand in seiner Liebeskomödie Stadtgespräch als homosexueller, naiver Tischler Karl in einer ähnlich gelagerten Rolle.
1997 war er neben Til Schweiger und Jan Josef Liefers Hauptdarsteller in Knockin’ on Heaven’s Door, dem mit über 3 Millionen Zuschauer erfolgreichsten deutschen Film des Jahres. Auch im nächsten Jahr war er im meistgesehenen heimischen Kinofilm vertreten: In Tom Tykwers auch international erfolgreichem Lola rennt übernahm er die zweite Hauptrolle des Manni.
1998 entschied er für sich, „keine Fernsehfilme mehr zu machen, weil Kino eine aktive Form des Zuschauens ist, Fernsehen hingegen eine passive“.
2001 erhielt er den Deutschen Filmpreis als bester Hauptdarsteller für Im Juli, seiner ersten Zusammenarbeit mit Fatih Akin, und für den Psychothriller Das Experiment. Außerdem spielte er eine der Hauptrollen in der Kifferkomödie Lammbock – Alles in Handarbeit, die 2017 als Lommbock fortgesetzt wurde.
2004 spielte er in Oskar Roehlers Agnes und seine Brüder den sexsüchtigen Bibliothekar Hans-Jörg. Auch in Roehlers nächstem Projekt, der Michel-Houellebecq-Verfilmung Elementarteilchen (2006) verkörperte er eine Hauptrolle, für die er mit dem Silbernen Bären als bester Darsteller der Berlinale ausgezeichnet wurde.
Im vielbeachteten 2008 erschienenen Drama Der Baader Meinhof Komplex war er als Andreas Baader zu sehen. Im selben Jahr kam auch der Gangsterfilm Chiko heraus.
Gelegentlich wirkt der Schauspieler in größeren Nebenrollen internationaler Koproduktionen mit, wie in Vijay und ich – Meine Frau geht fremd mit mir von Sam Garbarski. Auch in Kinder- und Jugendfilmen war Moritz Bleibtreu zu sehen, unter anderem 2004 als spanischer „Fakir“ Lombardo in dem dänischen Abenteuerfilm Der Fakir oder 2016 als Holländer-Michel in der Wilhelm-Hauff-Verfilmung Das kalte Herz von Johannes Naber.
Im Februar 2015 war er nach 17 Jahren wieder in einer Fernsehproduktion zu sehen. In der ZDF-Krimireihe SCHULD nach Ferdinand von Schirach übernahm er bis 2019 in drei Staffeln die Hauptrolle des Strafverteidigers Friedrich Kronberg.
In der Musical-Verfilmung Ich war noch niemals in New York, die im Oktober 2019 in die deutschen Kinos kam, spielte er neben Heike Makatsch, Katharina Thalbach und Uwe Ochsenknecht als Axel Staudach in einer der Hauptrollen.
Im September 2020 stellte Bleibtreu beim Filmfest Hamburg sein Regiedebüt Cortex, das im Oktober 2020 seine Kinopremiere hatte, vor. 2021 war er in der sechsteiligen RTL+-Dramaserie  Faking Hitler als Kunstfälscher Konrad Kujau an der Seite von Lars Eidinger zu sehen.
Bleibtreu betätigt sich neben seiner Arbeit vor der Kamera auch als Synchronsprecher, u. a. lieh er in den Jahren 2004 und 2006 Jason Raize seine Stimme für den in den Walt Disney Studios entstandenen US-amerikanischen 44. abendfüllenden Zeichentrickfilm Bärenbrüder sowie in dessen Fortsetzung Bärenbrüder 2.
Moritz Bleibtreu war 2003 eines der Gründungsmitglieder der Deutschen Filmakademie. Seit Anfang 2010 ist eine Wachsfigur von Bleibtreu bei Madame Tussauds in Berlin ausgestellt.

### Kontroversen
Im Juni 2013 erregte Bleibtreu Aufmerksamkeit, als er mit Alexandra Maria Lara, Joko Winterscheidt, Christian Ulmen, Elyas M’Barek, Cro, Jürgen Vogel und anderen in einem Werbespot einer Fast-Food-Kette auftrat. Bleibtreu rechtfertigte sich damit, dass er sich mit dem Spot den Luxus ermögliche, klein-budgetierte Filme zu drehen, und er außerdem das beworbene Produkt (Cheeseburger) gelegentlich selbst konsumiere.
Bleibtreu beteiligte sich im April 2021 an der Aktion #allesdichtmachen, bei der rund 50 prominente Schauspieler in Einzelvideos diverse Maßnahmen zur Eindämmung der COVID-19-Pandemie kommentierten. Nach Intervention eines Werbepartners hat er auf die Veröffentlichung eines eigenen Video-Beitrages jedoch verzichtet.

### Privates
Bleibtreu, der in Reinbek bei Hamburg lebt, war ab 2006 bis mindestens 2014 mit seiner Freundin Annika liiert. Im November 2008 wurden sie Eltern eines Sohnes.
Am 21. Juli 2022 heiratete er seine Partnerin, die Personalmanagerin Saskia de Tschaschell, in der Maria-Magdalenen-Kirche in Reinbek. Im Januar 2025 wurden sie Eltern eines Sohnes.

## Filmografie

### Kinofilme
- 1994: Einfach nur Liebe
- 1995: Stadtgespräch
- 1996: Der kalte Finger
- 1997: Kabel und Liebe
- 1997: Knockin’ on Heaven’s Door
- 1997: Back in Trouble
- 1998: Lola rennt
- 1998: Liebe deine Nächste!
- 1999: Das Gelbe vom Ei
- 1999: Luna Papa
- 2000: Im Juli
- 2000: Fandango – Members Only
- 2001: The Invisible Circus (Videotitel Deadly Shadows)
- 2001: Das Experiment
- 2001: Lammbock – Alles in Handarbeit
- 2001: Taking Sides – Der Fall Furtwängler (Taking Sides)
- 2002: Solino
- 2004: Germanikus
- 2004: Agnes und seine Brüder
- 2004: Der Fakir (Fakiren fra Bilbao)
- 2004: Basta – Rotwein oder Totsein (C(r)ook)
- 2005: Vom Suchen und Finden der Liebe
- 2005: München (Munich)
- 2005: The Keeper: The Legend of Omar Khayyam
- 2006: Elementarteilchen
- 2006: Der steinerne Kreis (Le Concile de Pierre, DVD-Titel: Liu San – Wächter des Lebens)
- 2007: Free Rainer – Dein Fernseher lügt
- 2007: Das Haus der Lerchen (La masseria delle allodole)
- 2007: The Walker
- 2008: Chiko
- 2008: Female Agents – Geheimkommando Phoenix (Les femmes de l’ombre, keine Kinoaufführung in Deutschland)
- 2008: Speed Racer
- 2008: Ein Leben für ein Leben – Adam Resurrected (Adam Resurrected)
- 2008: Der Baader Meinhof Komplex
- 2009: Lippels Traum
- 2009: Soul Kitchen
- 2010: Zeiten ändern dich
- 2010: Jud Süß – Film ohne Gewissen
- 2010: Jerry Cotton
- 2010: Goethe!
- 2010: Engel des Bösen – Die Geschichte eines Staatsfeindes (Vallanzasca - Gli angeli del male)
- 2011: Gegengerade
- 2011: Mein bester Feind
- 2011: 360
- 2012: Die vierte Macht
- 2012: Schutzengel
- 2013: Quellen des Lebens
- 2013: World War Z
- 2013: Vijay und ich – Meine Frau geht fremd mit mir
- 2013: Inside Wikileaks – Die fünfte Gewalt (The Fifth Estate)
- 2013: Die schwarzen Brüder
- 2014: Nicht mein Tag
- 2014: Stereo
- 2014: The Cut
- 2015: Die Frau in Gold (Woman in Gold)
- 2015: Rico, Oskar und das Herzgebreche
- 2015: Die dunkle Seite des Mondes
- 2015: Kill Your Friends
- 2016: Das kalte Herz
- 2017: Es war einmal in Deutschland …
- 2017: Lommbock
- 2017: Nur Gott kann mich richten
- 2018: Abgeschnitten
- 2019: Roads
- 2019: Ich war noch niemals in New York
- 2020: Cortex (auch Regie)
- 2023: Caveman
- 2023: Manta Manta – Zwoter Teil
- 2024: Alles Fifty Fifty
- 2024: Bonhoeffer (Bonhoeffer: Pastor. Spy. Assassin.)

### Fernsehfilme
- 1980: Ich hatte einen Traum
- 1986: Mit meinen heißen Tränen (Dreiteiler)
- 1994: Unschuldsengel
- 1995: Kinder des Satans
- 1996: Jackpot
- 1997: Kind zu vermieten
- 1999: Das Gelbe vom Ei

### Fernsehserien und -reihen
- 1980, 1982: Neues aus Uhlenbusch (2 Folgen)
- 1993: Schulz & Schulz V – Fünf vor zwölf
- 1994: Geheim – oder was?!
- 1995: Evelyn Hamanns Geschichten aus dem Leben (Folge Völlig aus der Bahn)
- 1997: Die Gang (13 Folgen)
- 2005: Durch die Nacht mit … (Folge: Moritz Bleibtreu und Oliver Pocher)
- 2015–2019: SCHULD nach Ferdinand von Schirach (14 Folgen)
- 2016: Blockbustaz (Folge Versicherung)
- 2018: Die Protokollantin (5 Folgen)
- 2019: M – Eine Stadt sucht einen Mörder (6 Folgen)
- 2021: Blackout (6 Folgen)
- 2021: Faking Hitler (Miniserie)
- 2023: Transatlantic (Fernsehserie)
- 2023: LOL: Last One Laughing (4. Staffel)
- 2024: Viktor bringt’s

### Synchronrollen
- 2004: Bärenbrüder (Brother Bear) als Denahi für Jason Raize
- 2006: Bärenbrüder 2 (Brother Bear 2) als Denahi für Jason Raize
- 2010: Rapunzel – Neu verföhnt (Tangled) als Eugene Fitzherbert / Flynn Rider (Sprache) für Zachary Levi
- 2015: Just Cause 3 (Videospiel) als Rico Rodriguez

## Dokumentarfilm
- Als Schauspieler geboren – Moritz Bleibtreu. Dokumentarfilm, Deutschland, 2011, 43 Min., Buch und Regie: Ulrike Bremer, Produktion: arte, Erstsendung: 26. August 2012 bei arte, Inhaltsangabe von ARD mit Fotos.

## Auszeichnungen
- 1997: Deutscher Filmpreis – Bester Nebendarsteller für Knockin on Heaven’s Door
- 1997: Ernst-Lubitsch-Preis für seine Rolle in Knockin’ On Heaven’s Door
- 1999: Jupiter – Bester deutscher Darsteller für Lola rennt
- 1999: Deutscher Shooting Star des europäischen Films
- 2000: DIVA-Award
- 2001: Berliner Bär (B.Z.-Kulturpreis)
- 2001: Deutscher Filmpreis – Bester männlicher Schauspieler für seine Hauptrolle in Im Juli
- 2001: Nominiert für den Publikumspreis des Europäischen Filmpreises als Bester Darsteller für Das Experiment
- 2002: Jupiter – Bester deutscher Darsteller für Das Experiment
- 2002: Seattle International Film Festival – Golden Space Needle als bester Darsteller in Das Experiment
- 2005: Goldene Romy – Beliebtester Schauspieler
- 2006: Silberner Bär auf den Internationalen Filmfestspielen Berlin für die beste Hauptrolle in dem Film Elementarteilchen
- 2006: Goldene Romy – Beliebtester Schauspieler
- 2009: Nominierung für den Europäischen Filmpreis als Bester Darsteller für Der Baader Meinhof Komplex
- 2010: Preis für Schauspielkunst des Festival des deutschen Films
- 2011: Nominierung für den Österreichischen Filmpreis als Bester männlicher Darsteller für Jud Süß – Film ohne Gewissen
- 2017: Ehrung mit einem Stern auf dem „Walk of Fame“ des Oldenburger Filmfestes
- 2023: Emder Schauspielpreis[16] anlässlich des 33. Internationalen Filmfestes Emden-Norderney